# 山中元浄
山中 元浄（やまなか もときよ、？ - 享保12年（1727年）5月10日）は、日本の江戸時代の郷士。鴻池村山中総本家の5代目当主。出雲国の戦国武将山中幸盛の子孫。山中良元（新右衛門）の次男。通称は（5代）山中新右衛門。後に源左衛門と称した。
墓所は兵庫県伊丹市鴻池の慈眼寺境内墓地にある。法号は実峯円貞居士。

## 生涯
山中良元の次男として生まれた。元和5年（1619年）に山中家（鴻池屋）の始祖である曾祖父の山中幸元は、大坂・久宝寺町松屋町に出て酒造業をなして出世し、豪商となったが、鴻池村の本家は祖父である山中元英が相続し継承した。兄である山中良辰（山中元武）の長男（法号・廓峯円達居士）が元禄15年（1702年）9月27日に若くして死去し、その次男・源助も幼かった為に、兄からの依頼により中継ぎ役として家督を継ぐ事となり、5代目山中新右衛門と称した。
宝永5年（1708年）酒蔵に棟札を上げる。これによれば慶長年中より醸造を始むと記している。